# 1981年の広島東洋カープ
1981年の広島東洋カープ（1981ねんのひろしまとうようカープ）では、1981年における広島東洋カープの動向をまとめる。
この年の広島東洋カープは、古葉竹識監督の7年目のシーズンである。

## 概要
3連覇のかかったシーズンだが、オフにトレードで抑えの江夏豊を放出した影響が心配された。レギュラー定着を期待された山崎隆造がオープン戦で外野フェンスに激突して1年を棒に振り、さらに開幕直後に2年連続盗塁王の高橋慶彦が右膝の故障で離脱するなど故障者続出のチームはスタートダッシュに失敗。5月中旬頃に高橋慶が戦列に復帰し、チームの成績が上向いて来た頃には既に巨人が頭一つリードしていた。6月以降は、首位を快走する巨人とは対照的に、広島を始めとする他球団が5割ライン上で苦戦する状況が2か月ほど続いた。8月に入り衣笠祥雄が2番に固定されるようになってから上昇傾向になり、9月以降21勝6敗と貯金15を稼いでようやく2位に浮上したが時すでに遅く、3連覇はならなかった。打撃陣では本塁打と打点の二冠に輝いた山本浩二を始めジム・ライトル、衣笠が30本塁打を記録するなどチーム打率、本塁打はリーグ1位だったが、出遅れた高橋慶が14盗塁に終わるなどチーム盗塁数はリーグ最下位。投手陣では16勝の北別府学を始め2ケタ勝利が4人出た一方で江夏との交換で加入した高橋直樹がわずか2勝と期待を裏切り、江夏に代わり抑えに回った大野豊も11セーブにとどまった。シーズン終了後、かつてのエース・安仁屋宗八がこの年限りで引退した。

## チーム成績

### レギュラーシーズン
| 1 | 遊 | 木下富雄   |
| 2 | 二 | 三村敏之   |
| 3 | 右 | ライトル   |
| 4 | 中 | 山本浩二   |
| 5 | 三 | 衣笠祥雄   |
| 6 | 一 | 水谷実雄   |
| 7 | 左 | ガードナー |
| 8 | 捕 | 水沼四郎   |
| 9 | 投 | 池谷公二郎 |

| 順位 | 4月終了時 | 4月終了時 | 5月終了時 | 5月終了時 | 6月終了時 | 6月終了時 | 7月終了時 | 7月終了時 | 8月終了時 | 8月終了時 | 最終成績 | 最終成績 |
| ---- | --------- | --------- | --------- | --------- | --------- | --------- | --------- | --------- | --------- | --------- | -------- | -------- |
| 1位  | 中日      | --        | 巨人      | --        | 巨人      | --        | 巨人      | --        | 巨人      | --        | 巨人     | --       |
| 2位  | 巨人      | 1.5       | 中日      | 6.0       | ヤクルト  | 7.5       | 阪神      | 9.0       | ヤクルト  | 9.0       | 広島     | 6.0      |
| 3位  | 広島      | 6.0       | 広島      | 6.5       | 阪神      | 8.5       | ヤクルト  | 12.0      | 阪神      | 11.5      | 阪神     | 8.0      |
| 4位  | ヤクルト  | 8.0       | ヤクルト  | 9.0       | 広島      | 9.0       | 中日      | 12.5      | 広島      | 12.5      | ヤクルト | 13.5     |
| 5位  | 阪神      | 8.0       | 阪神      | 10.0      | 中日      | 10.0      | 広島      | 12.5      | 中日      | 13.5      | 中日     | 16.0     |
| 6位  | 大洋      | 9.5       | 大洋      | 13.5      | 大洋      | 10.0      | 大洋      | 17.0      | 大洋      | 22.5      | 大洋     | 31.5     |

| 順位 | 球団               | 勝 | 敗 | 分 | 勝率 | 差   |
| 1位  | 読売ジャイアンツ   | 73 | 48 | 9  | .603 | 優勝 |
| 2位  | 広島東洋カープ     | 67 | 54 | 9  | .554 | 6.0  |
| 3位  | 阪神タイガース     | 67 | 58 | 5  | .536 | 8.0  |
| 4位  | ヤクルトスワローズ | 56 | 58 | 16 | .491 | 13.5 |
| 5位  | 中日ドラゴンズ     | 58 | 65 | 7  | .472 | 16.0 |
| 6位  | 横浜大洋ホエールズ | 42 | 80 | 8  | .344 | 31.5 |

## オールスターゲーム1981
| ポジション | 名前     | 選出回数 |
| ---------- | -------- | -------- |
| 監督       | 古葉竹識 |          |
| 投手       | 福士敬章 | 3        |
| 投手       | 北別府学 | 3        |
| 内野手     | 衣笠祥雄 | 7        |
| 外野手     | ライトル | 初       |

- この年の広島は監督推薦による選出のみであった。

## できごと
- 7月19日 - 横浜大洋ホエールズ戦（横浜スタジアム）でガードナーがホームランを放ったが、ホームベースを踏み忘れて、ホームランを取り消され、三塁打に変更される[2]。

## 表彰選手
| リーグ・リーダー | リーグ・リーダー | リーグ・リーダー | リーグ・リーダー |
| 選手名           | タイトル         | 成績             | 回数             |
| ---------------- | ---------------- | ---------------- | ---------------- |
| 山本浩二         | 本塁打王         | 43本             | 2年連続3度目     |
| 山本浩二         | 打点王           | 103打点          | 3年連続3度目     |
| ライトル         | 最多安打         | 157本            | 初受賞           |

| ベストナイン         | ベストナイン | ベストナイン   |
| 選手名               | ポジション   | 回数           |
| -------------------- | ------------ | -------------- |
| 山本浩二             | 外野手       | 5年連続6度目   |
| ライトル             | 外野手       | 初受賞         |
| ダイヤモンドクラブ賞 |              |                |
| 選手名               | ポジション   | 回数           |
| 山本浩二             | 外野手       | 10年連続10度目 |
| ライトル             | 外野手       | 4年連続4度目   |

## ドラフト
| 順位 | 選手名     | ポジション | 所属     | 結果 |
| ---- | ---------- | ---------- | -------- | ---- |
| 1位  | 津田恒美   | 投手       | 協和醗酵 | 入団 |
| 2位  | 斉藤浩行   | 外野手     | 東京ガス | 入団 |
| 3位  | 高木宣宏   | 投手       | 北陽高   | 入団 |
| 4位  | 木原彰彦   | 内野手     | デュプロ | 入団 |
| 5位  | 上本孝一   | 捕手       | 西舞鶴高 | 入団 |
| 6位  | 及川美喜男 | 外野手     | 東芝     | 入団 |